# Клод Валуа
Клод Валуа́ (фр. Claude de Valois) или Клод Францу́зская (фр. Claude de France; 12 ноября 1547, Фонтенбло — 21 февраля 1575, Нанси) — герцогиня Лотарингии, вторая дочь короля Франции Генриха II и королевы Екатерины Медичи, мать великой герцогини и регентши Тосканы Кристины Лотарингской.

## Биография

### Детство
Клод Французская родилась в ноябре 1547 года, в резиденции Фонтенбло, её родителями были король Франции Генрих II и Екатерина Медичи. Поскольку при французском дворе считалось, что маленькая Клод была зачата в замке Ане, который принадлежал ненавистной фаворитке её отца Диане де Пуатье, придворные дали девочке прозвище «мадемуазель де Ане», что не понравилось её матери.

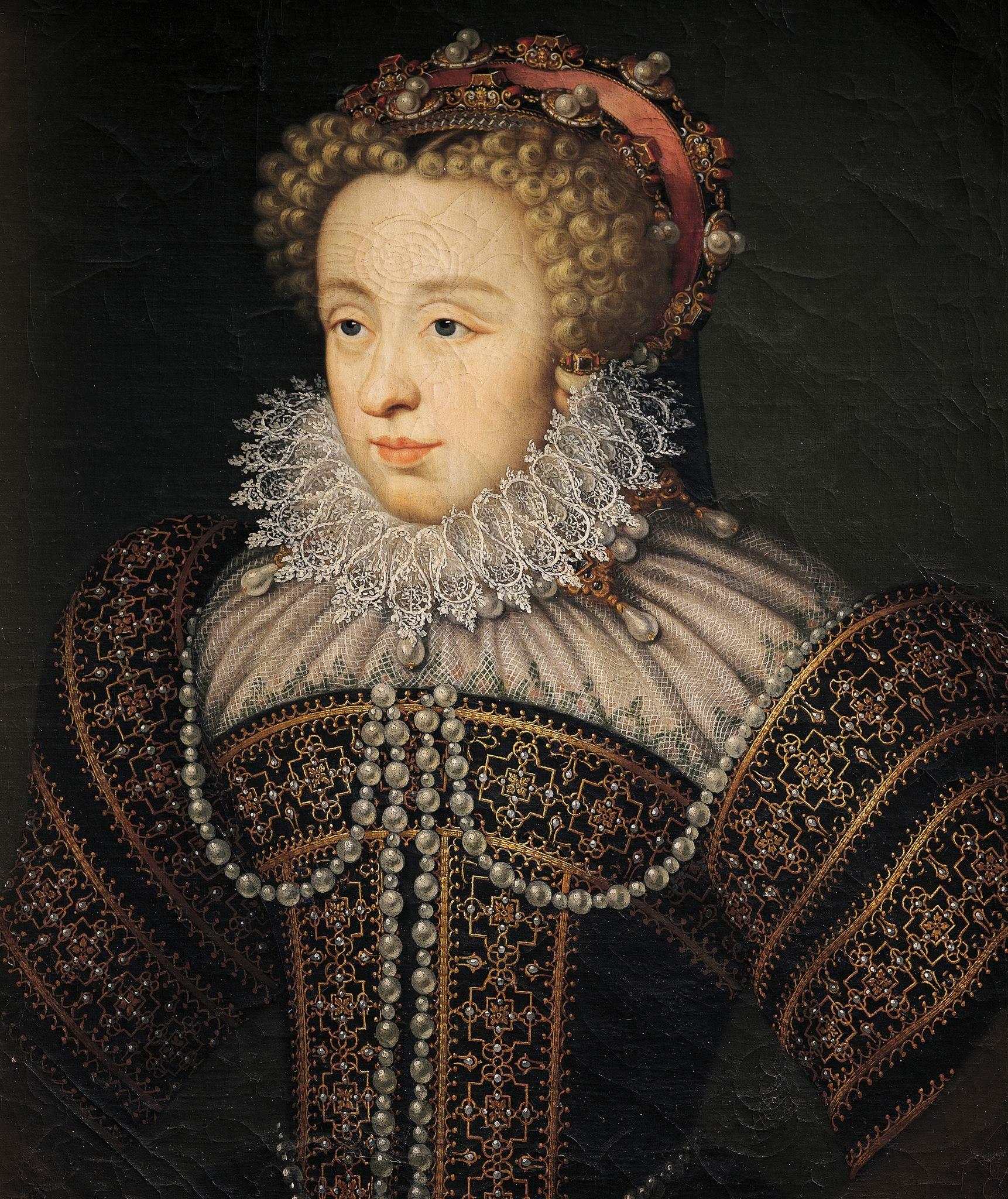
Портрет Клод в детстве, кисти Франсуа Клуэ.

Принцесса стала жертвой уродливых физиологических черт, которые унаследовала от своей матери, страдая горбатостью и косолапостью, а в детстве она часто была уязвима для различных детских болезней.
Юная принцесса воспитывалась вместе с сестрой Елизаветой Французской и шотландской королевой Марией I Стюарт, невестой её старшего брата, будущего короля Франциска II.

### Замужество
В январе 1559 года, в возрасте 11-ти лет Клод Валуа была выдана замуж за Карла III, герцога Лотарингии, в соборе Парижской богоматери. Брак был заключен как символический мирный союз между Францией и Лотарингией после того, как Карл III провел свое детство в качестве заложника при французском королевском дворе, и освободился после заключения мира Като-Камбрези. Новоиспечённая жена герцога  отправилась в Лотарингию со своим супругом в конце 1559 года, незадолго до отъезда её сестры Елизаветы в Испанию, вышедшей замуж за короля Филиппа II Испанского и её тётки Маргариты Французской в Савойское герцогство, которая вышла замуж за Эммануила Филиберта Савойского.

### Герцогиня Лотарингии
Отношения между Клод и Карлом III были охарактеризованы как счастливые. 
Эта скромная, хромоногая, горбатая принцесса была любимой дочерью Екатерины Медичи. Она часто покидала Нанси, столицу Лотарингии, чтобы пожить рядом со своей матерью при французском дворе. Сама же Екатерина время от времени навещала свою дочь в Лотарингии, где очень любила видеться со своими внуками от Клод. Так «чёрная королева» присутствовала в Бар-ле-Дюк на крещении первенца своей дочери, будущего герцога Генриха II Лотарингского.

## Варфоломеевская ночь
В августе 1572 года Клод Французская присутствовала на свадьбе своей младшей сестры Маргариты Французской и её супруга Генриха III Наваррского. 
Очевидно герцогиня Лотарингии была проинформирована о том, что должно произойти массовое убийство, после чего она со слезами на глазах запрещала Маргарите покидать покои их матери, когда та собиралась удалиться в покои своего супруга. Екатерина Медичи сообщив Клод, что её сестра ещё не знает о будущей резне, велела отпустить её, дабы не было никаких подозрений. Клод выделили место, где та с ужасом переждала событие в истории Франции, запомнившееся как Варфоломеевская ночь.

## Смерть
Клод Французская умерла при родах в 1575 году, в возрасте 27 лет. 
Брантом писал:
Добродушная герцогиня умерла в постели из-за халатности старой парижской акушерки-пьяницы, в которую она верила больше, чем в кого-либо другого.

## Потомство
- Генрих II (1563—1624), герцог Лотарингии и де Бар
- Кристина (1565—1637), в 1587 вышла замуж за Фердинанда I Медичи, великого герцога Тосканы (1549—1609)
- Карл (1567—1607), кардинал Лотарингский, епископ Меца (1578—1607), потом Страсбурга (1604—1607)
- Антуанетта (1568—1610), в 1599 вышла замуж за Иоганна-Вильгельма (1562—1609), герцога Юлиха и Берга
- Анна (1569—1576)
- Франсуа II (1572—1632), герцог Лотарингии и де Бар
- Екатерина (1573—1648), настоятельница аббатства Ремирмон
- Елизавета (1575—1636), в 1599 вышла замуж за Максимилиана I (1573—1651), курфюрста Баварии
- Клод (1575—1576)

## В культуре
- Принцесса Клод является второстепенным персонажем романа Александра Дюма «Королева Марго».
- В телесериале «Царство» её роль исполнила Роуз Уильямс.